# Piadina

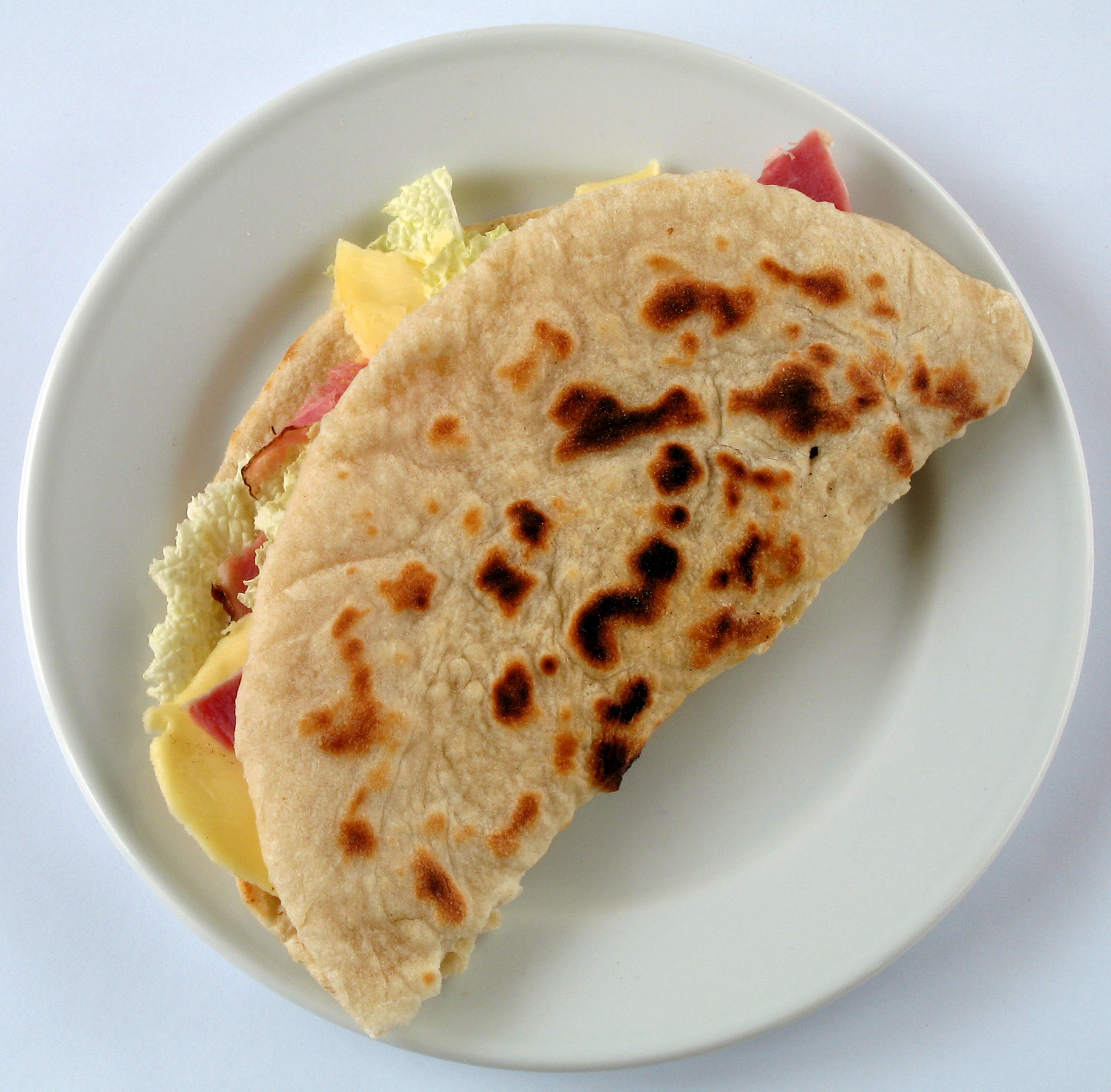
Piadina

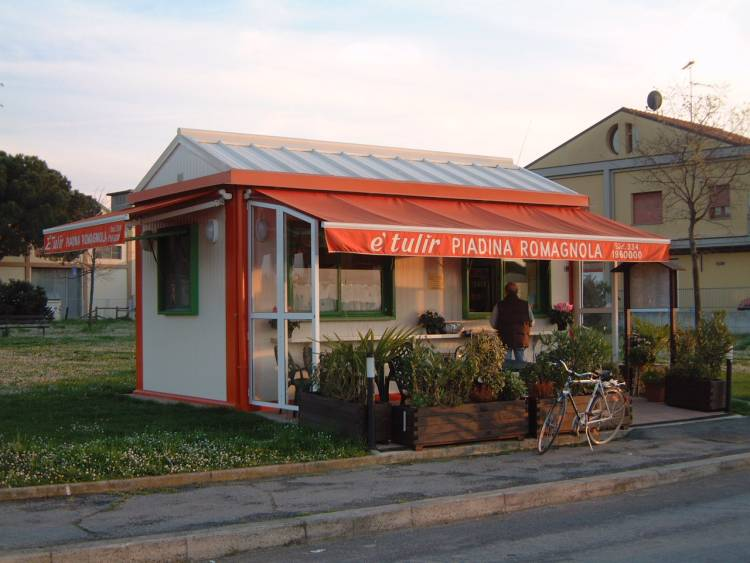
Piadineria

Piadina (piada) – podawany na ciepło cienki placek z pszennej mąki – jak polski podpłomyk – z dodanym nadzieniem i złożony na pół, pochodzący z regionu Emilia-Romania w północnych Włoszech. 
Piadinę napełnia się praktycznie dowolnym farszem, najczęściej są to: sos pomidorowy, ser (np. squacquerone czy mozzarella), mięso lub wędlina (kiełbasa, salami, pieczona wieprzowina – porchetta), grzyby, rukola, szpinak, ale także czekolada bądź konfitura.
Tradycyjne piadiny wypiekano na terakotowych talerzach, zwanych teggia, stawianych na ogniu. Dziś powszechnie używa się patelni lub elektrycznego grilla.
Piadiny przygotowuje się i sprzedaje w niedużych budkach – piadineriach. W Polsce Piadina dostępna jest od początku maja 2008 roku w wagonach WARS.